# Вероленго
Вероленго (итал. Verolengo, пьем. Verolengh) — коммуна в Италии, располагается в регионе Пьемонт, в провинции Турин.
Население составляет 4467 человек (2008 г.), плотность населения составляет 154 чел./км². Занимает площадь 29 км². Почтовый индекс — 10038. Телефонный код — 011.
Покровителем населённого пункта почитается святой Иоанн Креститель, празднование во второе воскресение сентября.

## Демография
Динамика населения:

## Администрация коммуны
- Официальный сайт: http://www.comuneverolengo.it/